# Брайтендорф
Бра́йтендорф или Ву́езд (нем. Breitendorf; в.-луж. Wujezd) — деревня в Верхней Лужице, Германия. Входит в состав коммуны Хохкирх района Баутцен в земле Саксония. Подчиняется административному округу Дрезден.

## География
Располагается восточнее административного центра коммуны Хохкирх.
Соседние населённые пункты: на севере — деревня Чорнёв, на северо-востоке — деревня Шпикалы коммуны Вайсенберг, на востоке — деревня Валовы, на юге — деревни Незнаровы и Ствешин коммуны Лёбау, на юго-западе — деревня Лейно и на северо-западе — деревня Колваз.

## История
Впервые упоминается в 1252 году под наименованием Wgest.
С 1994 года входит в современную коммуну Хохкирх.
Единственный населённый пункт коммуны Хохкирх, не входящий в «Лужицкую поселенческую область».
Исторические немецкие наименования
- Wgest, 1252
- Breytendorff, 1390
- Breitendorff, 1419
- Breitindorff, 1428
- Breitendorff, villa plana, 1470
- Breitendorff superior, Breitendorff inferior, 15 век
- Breytendorff, 1513
- Breyttendorff, 1543
- Breitendorf, 1791

## Население
Согласно статистическому сочинению «Dodawki k statisticy a etnografiji łužickich Serbow» Арношта Муки в 1884 году в деревне проживало 281 человека (из них — 261 серболужичанина (93 %)).
Лужицкий демограф Арношт Черник в своём сочинении «Die Entwicklung der sorbischen Bevölkerung» указывает, что в 1956 году при общей численности в 280 человека серболужицкое население деревни составляло 20 % (из них верхнелужицким языком владело 47 взрослых и 9 несовершеннолетних).
| 1834 | 1875 | 1890 | 1910 | 1925 | 1939 | 1946 | 1950 | 1964 | 1990 |
| ---- | ---- | ---- | ---- | ---- | ---- | ---- | ---- | ---- | ---- |
| 271  | 262  | 284  | 264  | 269  | 232  | 313  | 327  | 278  | 193  |

## Достопримечательности
Памятники культуры и истории земли Саксония
- Жилой дом с хозяйственными постройками, Am Klunker 7, вторая половина 19 века (№ 09304342)
- Жилой дом с хозяйственными постройками, Bahnhofstraße 11, вторая половина 19 века (№ 09251520)
- Жилой дом с хозяйственными постройками, Bergstraße 14, вторая половина 19 века (№ 09251519)
- Каменные остатки старого моста, Hauptstraße 4 (bei), 1818 год (№ 09251527)
- Мост Steindecker, Hauptstraße 4a (vor), 1870 год (№ 09251526)

## Известные жители и уроженцы
- Ян Горчанский (1722—1799) — серболужицкий историк литературы, лингвист и культурный деятель.